# Râul Gruiu Ursului
Râul Gruiu Ursului este un curs de apă, afluent al râului Cârligate.